# Rugamura
Rugamura är ett vattendrag i Burundi.   Det ligger i provinsen Kirundo, i den norra delen av landet, 130 kilometer nordost om huvudstaden Bujumbura. Rugamura ligger vid sjön Lac Cohoha Sud.
Omgivningarna runt Rugamura är en mosaik av jordbruksmark och naturlig växtlighet. Runt Rugamura är det tätbefolkat, med 383 invånare per kvadratkilometer.